# Arábia Saudita nos Jogos Olímpicos de Verão de 2016

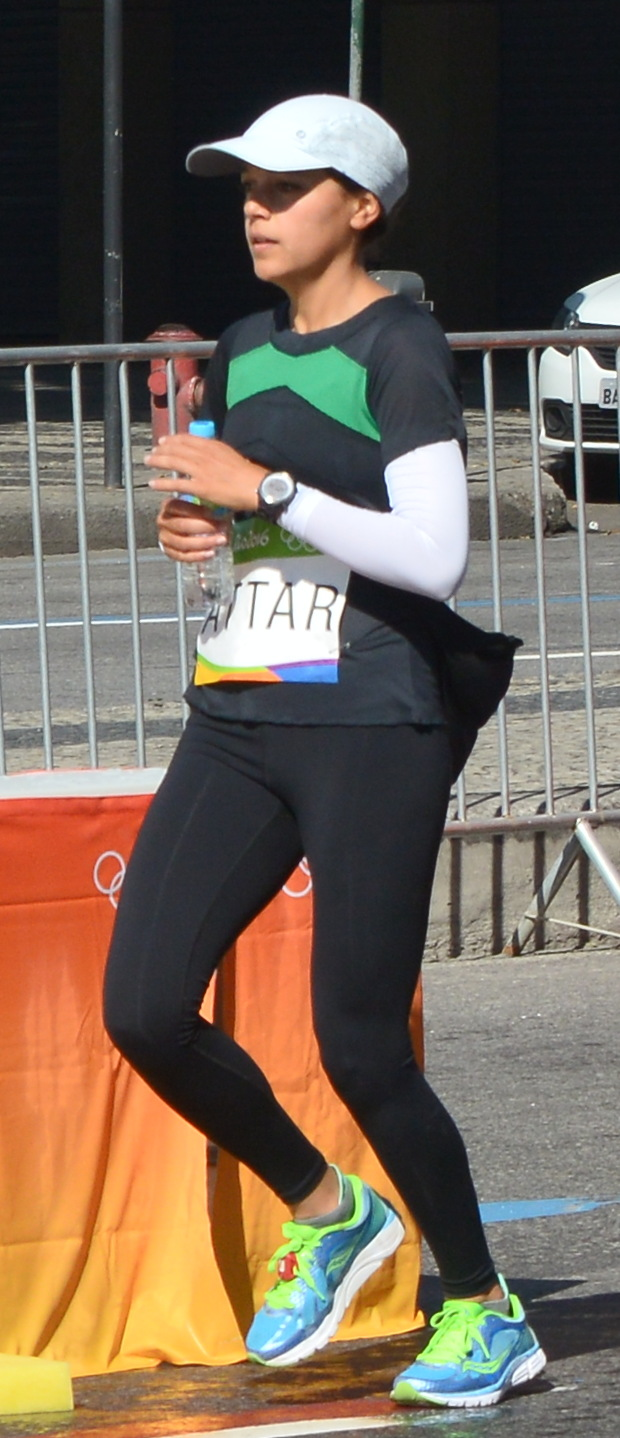
Sarah Attar, atleta saudi-americana de atletismo que competiu nos Jogos Olímpicos de Verão de 2012 como uma das duas primeiras atletas olímpicas a representar a Arábia Saudita.

Arábia Saudita participou dos Jogos Olímpicos de Verão de 2016, que foram realizados na cidade do Rio de Janeiro, no Brasil, entre os dias 5 e 21 de agosto de 2016.